# عادل مصالي
عادل مصالي (مواليد 31 يوليو 1983) هو لاعب كرة قدم جزائري. يلعب حاليا مع مولودية العلمة في الرابطة الجزائرية المحترفة الأولى.

## المسيرة الكروية
بدأ عادل مصالي مسيرته الكروية مع شبيبة بجاية في نهائي كأس الجزائر 2007-2008. شارك في المباراة كاملة؛ حيث فاز شبيبة بجاية 3-1 بركلات جزاء ترجيحية.

## المسيرة الدولية
في عامي 2003 و2004، كان عادل مصالي عضوًا في منتخب الجزائري تحت 23 سنة لكرة القدم. لعب عادل مصالي في موسم الألعاب الإفريقية 2003 في نيجيريا والتصفيات المؤهلة للألعاب الأولمبية الصيفية 2004.

## الأوسمة
- في عام 2008، فاز عادل مصالي بكأس الجزائر مرة واحدة مع شبيبة بجاية.